# Niedersächsischer Städtetag

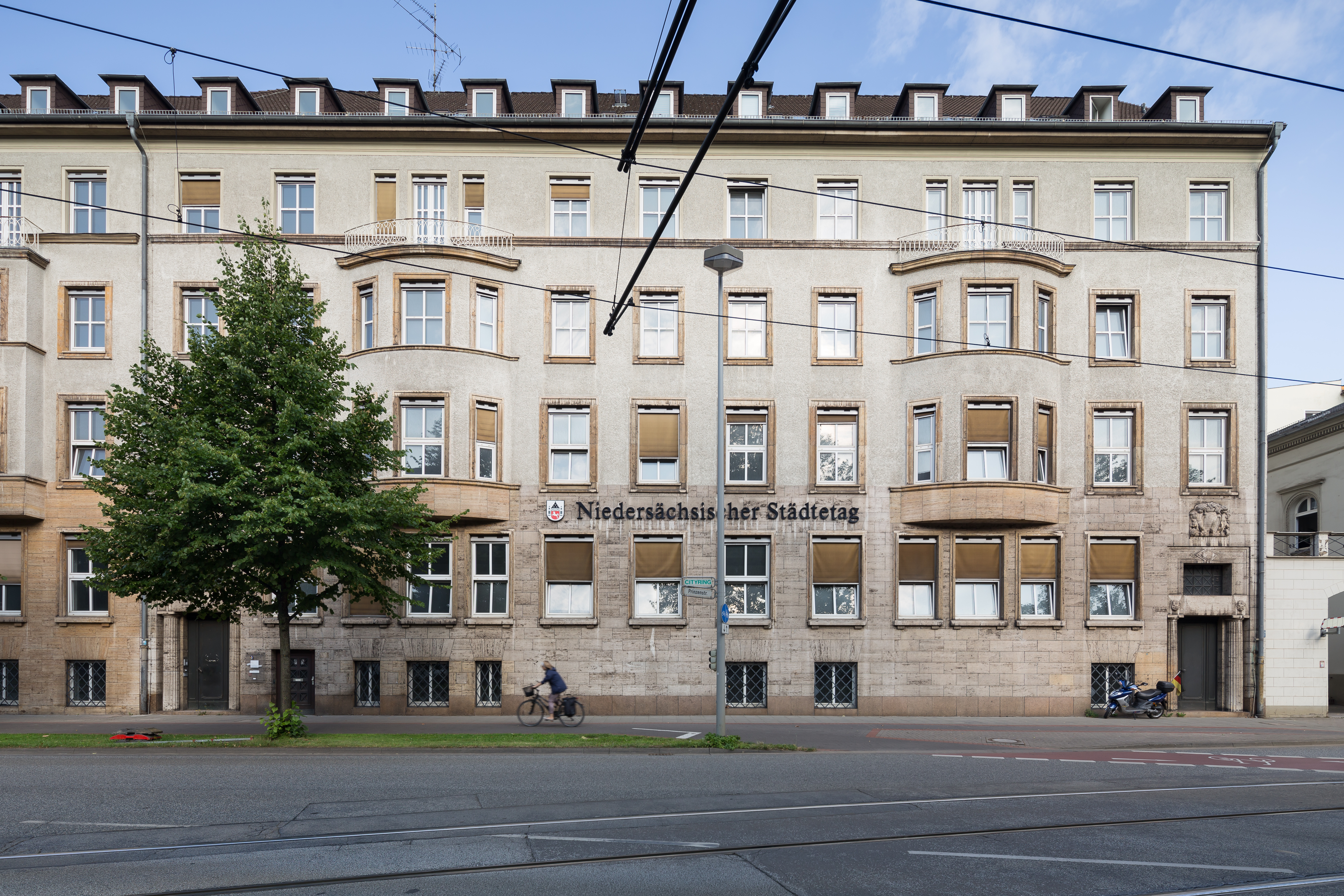
Sitz des Niedersächsischen Städtetages bis zum Abriss des Gebäudes 2014

Der Niedersächsische Städtetag ist ein kommunaler Spitzenverband mit Sitz in Hannover.
123 Städte, Gemeinden und Samtgemeinden mit rund 4,7 Mio. Einwohnern sind Mitglieder. Als außerordentliche Mitglieder gehören ihm die Region Hannover, die Seestadt Bremerhaven, der Zweckverband Großraum Braunschweig, der Kommunalverbund Niedersachsen/Bremen, die GovConnect GmbH und die EWE AG an. Er repräsentiert rund 60 Prozent der Einwohner des Landes Niedersachsen. Der Verband ist privatrechtlich als eingetragener Verein organisiert, um unabhängig von staatlicher Aufsicht und staatlichen Einflüssen zu sein. Staatliche Zuschüsse werden nicht gewährt. Die Mitgliedschaft ist freiwillig. Der Niedersächsische Städtetag (NST) ist Landesverband des Deutschen Städtetages (DST) und des Deutschen Städte- und Gemeindebundes (DStGB).
Die Geschäftsstelle befindet sich in Hannover, Warmbüchenkamp 4. Hauptgeschäftsführer ist seit 2017   Jan Arning, sein Vorgänger war Heiger Scholz.
Der Sitz befand sich bis 2014 im 1911 bis 1912 für den Bankier Bernhard Caspar von dem Architekten Emil Lorenz erbauten Bankhaus Caspar in der Prinzenstraße 23 in Hannover. Das Gebäude wurde 2014 abgerissen.

## Mitgliederstruktur
- 10 kreisfreie Städte (einschließlich Göttingen und der Landeshauptstadt Hannover)
- 7 große selbständige Städte
- 50 selbstständige Städte und Gemeinden
- 51 kreisangehörige Städte und Gemeinden
- 5 Samtgemeinden

Davon haben
- 47 Mitglieder  (40 %)    mehr als      30.000 Einwohner[2]
- 57 Mitglieder  (46 %)    zwischen      10.000 und 30.000 Einwohner
- 19 Mitglieder  (14 %)    weniger als   10.000 Einwohner

## Stellung der Städte und Gemeinden
Die Kommunen bilden im föderativen Staatsaufbau der Bundesrepublik Deutschland die dritte Säule des Staates. Ebenso wie bei Bund und Ländern erfolgt ihre Willensbildung in Volksvertretungen, die aus allgemeinen, unmittelbaren, freien, gleichen und geheimen Wahlen hervorgegangen sind.
Die Stellung der Städte und Gemeinden in unserer Gesellschaft sowie die Pflichten von Bund und Land gegenüber den Kommunen ergeben sich aus dem Grundgesetz der Bundesrepublik Deutschland, der Niedersächsischen Verfassung und aus der Niedersächsischen Kommunalverfassungsgesetz. Durch Art. 28 Abs. 2 des Grundgesetzes der Bundesrepublik Deutschland und Art. 57 Abs. 1 der Niedersächsischen Verfassung wird die kommunale Selbstverwaltung garantiert.

## Verfassungsrechtliche Stellung des Niedersächsischen Städtetages
Aus der Stellung der Städte und Gemeinden ergeben sich auch die Aufgaben des Niedersächsischen Städtetages. Er vertritt – ebenso wie Bundestag und Landtag – öffentliche Anliegen zum Wohle der Einwohner in den Städten und Gemeinden Niedersachsens. Daher bestimmt Artikel 57 Abs. 6 der Niedersächsischen Verfassung:
„Bevor durch Gesetz oder Verordnung allgemeine Fragen geregelt werden, welche die Gemeinden oder die Landkreise unmittelbar berühren, sind die kommunalen Spitzenverbände zu hören.“

## Veröffentlichungen
Der Verband gibt die monatlich erscheinende Zeitschrift „Niedersächsischer Städtetag“ in elektronischer Form heraus. In ihr wird über aktuelle Themen von kommunaler Bedeutung berichtet.
Außerdem hat er bis 2006 die „Schriftenreihe des Niedersächsischen Städtetages“ herausgegeben, in der kommunalwissenschaftliche Beiträge veröffentlicht wurden.

## Aufgaben
Satzungsmäßige Aufgaben sind,
- die gemeinsamen Belange seiner Mitglieder zu wahren und insbesondere gegenüber gesetzgebenden Körperschaften und Verwaltungsbehörden zu vertreten,
- seine Mitglieder auf allen Gebieten des öffentlichen Lebens, insbesondere der öffentlichen Verwaltung, zu beraten und zu betreuen,
- den Erfahrungsaustausch unter den Mitgliedern zu pflegen und das Verständnis für kommunale Fragen in der Öffentlichkeit zu fördern,
- seinen Mitgliedern Fortbildungen anzubieten.

In der Praxis geschieht dies, indem die öffentlichen Interessen der Städte und Gemeinden durch den Niedersächsischen Städtetag vertreten werden. Er bringt in die Vorbereitung von Gesetzen, Verordnungen und Verwaltungsvorschriften, die die Kommunen betreffen oder von ihnen ausgeführt werden müssen, den kommunalen Sachverstand ein. Dadurch soll eine praxisgerechte, bürgernahe und effiziente Verwaltung ermöglicht werden.

## Organe, Gremien und Personen des Niedersächsischen Städtetages

### Organe

#### Städteversammlung
- Delegierte der Mitglieder, tagt zweimal innerhalb einer Kommunalwahlperiode
- beschließt über die Wahl des Präsidiums, Satzungsänderungen und anderes

#### Präsidium
- besteht aus 20 Personen, Oberbürgermeister, Bürgermeister, ihre repräsentativen Vertreter oder Wahlbeamte sowie aus beratenden Mitgliedern.
- beschließt u. a. über die Aufnahme neuer Mitglieder, die Höhe des Beitrages, den Haushalt und wählt den Präsidenten sowie den Hauptgeschäftsführer. Präsident ist Oberbürgermeister Jürgen Krogmann, Oldenburg. Vizepräsident ist Frank Klingebiel.[5]

### Gremien

#### Ausschüsse
- je Fachausschuss bis zu 20 ehrenamtliche/hauptamtliche Vertreter der Mitglieder
- bereiten die Entscheidungen des Präsidiums und die grundsätzlichen Entscheidungen der Geschäftsstelle vor

Folgende Ausschüsse gibt es:
- Ausschuss für Finanzen und Wirtschaft
- Ausschuss für Planung, Bau, Verkehr und Umwelt
- Ausschuss für Recht, Verfassung, Personal und Organisation
- Ausschuss für Schule, Jugend und Kultur
- Ausschuss für Soziales, Gesundheit und Integration

#### Bezirkskonferenzen
- treffen sich zwei- bis dreimal jährlich
- dienen dem Erfahrungsaustausch

Folgende Bezirkskonferenzen gibt es:
- Bezirkskonferenz Braunschweig
- Bezirkskonferenz Hannover
- Bezirkskonferenz Lüneburg
- Bezirkskonferenz Oldenburg/Osnabrück
- Bezirkskonferenz Ostfriesland

#### Arbeitskreise
Fachliche Arbeitskreise
- Oberbürgermeisterkonferenz
- Bürgermeisterkonferenz
- Bürgermeisterkonferenz (kreisangehörige)
- AK Verwaltungsfragen der Samtgemeinden
- AK Sozial- und Jugenddezernenten
- AK Leiter der Berufsfeuerwehren
- AK Sanierungsstädte
- AK Tourismus
- AK Ausländerrecht
- AK Ländlicher Raum
- AK Stadtkämmerer
- AK Stadtbauräte und Umweltdezernenten
- AK Bauamtsleiter
- AK Steueramtsleiter
- AK Gesundheitswesen (gemeinsam mit dem Niedersächsischen Landkreistag)
- AK Veterinärwesen (gemeinsam mit dem Nieders. Landkreistag)
- Hinweise zur Sozialhilfe (gemeinsam mit dem Nieders. Landkreistag)
- AK Kulturdezernenten
- AK Vergabe
- AK Umwelt
- AK EDV-Leiter der großen Städte
- AK EDV-Leiter der kreisangehörigen Städte
- AK Digitalisierung
- AK Kommunalwald
- AK Schule
- AK Kindertagesstätten

## Tochtergesellschaft
Über seine Tochtergesellschaft NST wissenstransfer GmbH bietet der Niedersächsische Städtetag Fortbildungsveranstaltungen an und veröffentlicht Arbeitshilfen und sonstige Publikationen für die kommunale Praxis.

## Belege
1. ↑  Satzung (PDF)
2. 1 2  NST Nachrichten: Geschäftsbericht. (PDF; 2,7 MB, S. 11) In: nst.de. März 2022, abgerufen am 11. März 2022.
3. ↑  Über uns / Niedersächsischer Städtetag. In: nst.de. Abgerufen am 17. Februar 2025.
4. ↑  Organisation und Geschäftsverteilung. (PDF; 21 kB) In: nst.de. 9. Februar 2018, abgerufen am 16. Februar 2018.
5. ↑  Organe und Gremien / Niedersächsischer Städtetag. In: nst.de. Abgerufen am 5. September 2024.